# Rovellasca
Rovellasca (Rovellasca o Ruelasca in dialetto locale, AFI: /ru(w)eˈlaʃka/) è un comune italiano di 8 004 abitanti della provincia di Como in Lombardia.

## Origini del nome
Il toponimo deriverebbe dalla radice *Rod del toponimo Rovello (ricordiamo la vicina Rovello Porro), più il suffisso celtico asco, che significa vicinanza, "al limite di". Resta peraltro aperto il problema dell'etimologia di Rovello che, secondo alcune tesi ormai screditate, deriverebbe dall'isola greca di Rodi, secondo altri da rovum (il pruno in latino), secondo un'altra versione, più confacente cronologicamente col suffisso, da roa, ad indicare la natura sassosa del terreno nella zona, oppure dallo stesso rod, similmente a Rho (nel milanese) e Rodero (sempre nel comasco) col significato "argine, torrente incanalato", con riferimento in questo caso alla Lura.

## Storia

### Dalle origini al 1400
Le origini di Rovellasca risalgono, secondo le tesi più accreditate, al II secolo a.C., quando le legioni romane si spinsero verso la Gallia, portando con sé anche popolazioni greche.
Il territorio dove sorge Rovellasca, nell'844, con la suddivisione dell'impero Carolingio, venne assegnato in gran parte al Contado del Seprio e per la parte restante al Contado della Martesana; bisogna però arrivare al 1100 circa per trovare un agglomerato urbano dove oggi sorge Manera, ovvero ad est della Lura in territorio di Lomazzo.
Al 1286 risale una documentazione scritta di notevole importanza per l'area geografica che fa capo alla Pieve di Fino e che comprende il territorio attuale di Rovellasca: il testo della cosiddetta Pace di Lomazzo, firmata il 30 marzo di quell'anno nel brolo di San Vito a Lomazzo, viene letto ed approvato il 3 aprile dagli ambasciatori di Cremona, Piacenza, Brescia, Pavia, Novara e Crema "in territorio de Rudello super brugariam que est inter Rudellum et Lomacium, in strata qua itur de uno loco ad allium". Se è presumibile che già intorno al 1350, sul sedime dell'attuale chiesa parrocchiale di Rovellasca, esistesse una chiesa dedicata a Santa Maria, bisogna giungere al 1460 circa per avere notizia di una supplica dei rovellaschesi al Duca di Milano per ottenere giustizia contro il bandito Giovanni Pietro da Carcano detto Zaccagnino. La zona era infatti entrata nell'orbita milanese e poi Ducato di Milano alla fine del XIV secolo.

### Dal 1500 alla caduta del Ducato di Milano
Pur rimanendo nel Ducato di Milano fino al suo termine, nel 1514 il territorio della "Cassina de Rovelasca", insiemi ai paesi circostanti, viene affidato a Gerolamo Carcano, cui succede, nel 1538, Giacomo Antonio Carcano. Nel 1543 il feudo, alla morte del Carcano, passa al nipote conte Giovanni Battista Arconati. Nella seconda metà del secolo, Rovelascho è attestato come "villa", ossia un piccolo centro di agricoltori. Nel 1595 i capifamiglia di Rovellasca si uniscono ai lomazzesi nella supplica a Filippo II, re di Spagna, affinché sia negato a Luigi Arconati il titolo di conte di Lomazzo. La richiesta non viene accolta.
Sempre nella prima metà del XVI secolo (1521) si registra un radicale cambiamento nella tassazione della proprietà fondiariada parte delle autorità francesi che ha come conseguenza una diaspora dalle comunità più urbanizzate e porta con ogni probabilità nuove famiglie nelle corti e nei cantoni di Rovellasca, allora comunità agricola che lavora i terreni di due famiglie possidenti: i Dalla Porta e i Giulini.
A questo secolo risale la costruzione della chiesa dedicata a Santa Marta (benedetta nel 1508) mentre nel 1571 viene ridedicata a Santa Maria e a San Pietro la chiesa parrocchiale, che è stata ampliata.
Nel 1611 Rovellasca risulta abitata da 900 persone, suddivise in 130 famiglie. Un documento del 1643, dei consoli di Lomazzo, attribuisce la titolarità del feudo di Lomazzo - compresa dunque Rovellasca - a Marco Francesco Carcano.
Nel 1684 un incendio devasta parte della chiesa parrocchiale e la canonica. Una mappa del territorio di Misinto del 1691 testimonia poi che i proprietari terrieri di Rovellasca sono le famiglie Clerici, Della Porta ed Arconati, oltre all'Ospedale Maggiore di Como.
Nel 1722 l'elenco dei principali proprietari terrieri affianca agli Arconati e all'Ospedale i Carcano e gli Archinti. Nello stesso anno risulta documentata l'esistenza di un incannatoio per la lavorazione della seta sull'area dell'odierna via Carugo.
Nel 1751 il comune di Rovallasca risulta essere infeudato alla famiglia Arconati. Nel 1752 la chiesa parrocchiale di Rovellasca viene elevata a prepositurale.
Nel 1773 le famiglie abitanti a Rovellasca sono 190 (in questo conteggio non si tenne conto di Cascina Manera, indicata come esterna al paese).
Quindici anni dopo il paese è colpito, con le zone circostanti, da un'epidemia di febbre putrida: la chiesa di Santa Marta viene temporaneamente adibita a lazzaretto e verrà riconsacrata l'anno successivo.

### Dal 1800 ai giorni nostri
Una decreto di riorganizzazione amministrativa del Regno d'Italia napoleonico datato 1807 sancisce, per Rovellasca, l'annessione di Rovello. L'aggregazione viene tuttavia cancellata dalla Restaurazione.
Alla metà del XIX secolo Rovellasca ha 1 600 abitanti; la chiesa parrocchiale viene ridedicata ai santi Pietro e Paolo mentre nell'incannatoio, di cui si parlava già nel 1722, lavorano ora oltre 100 ragazze, di età compresa tra i 12 e i 18 anni, sotto la direzione del pastore protestante Theophilus Linder. È lo stesso periodo in cui ha inizio l'emigrazione di numerose famiglie rovellaschesi, soprattutto verso le Americhe e l'Australia. Nel 1857 Rovellasca ha circa 1 700 abitanti; l'anno successivo lo storico Cesare Canti segnala l'esistenza in paese di 173 "ditte". Nel 1875 viene fondata la Società di Mutuo Soccorso fra gli operai, i merciai ambulanti, i braccianti e i contadini di Rovellasca.
Nel 1877 e nel 1881 Rovellasca vede allargare i propri territori comunali, con l'annessione alle omonime frazioni esistenti rispettivamente nei comuni di Rovello e di Misinto.
Nel 1884 passa a Rovellasca la frazione "Corte dei Tipi", che fino ad allora aveva fatto parte di Misinto.
Nel 1905 nasce il Corpo Musicale di Rovellasca. Due anni dopo viene inaugurato il nuovo "Asilo infantile Principe di Piemonte". Nel 1909 viene fondata l'"Unione commercianti in tessuti". L'anno seguente nasce lo "Sport Club Rovellasca 1910".
Nel 1928 si registra la fusione tra Rovellasca e Rovello Porro. Il nuovo Comune ha sede a Rovellasca e acquista la singolare denominazione Rovi Porro. Nel 1932 vengono inaugurate le nuove Scuole Elementari. Nel 1939 termina l'esperienza di "Rovi Porro": Rovellasca e Rovello Porro ritornano ad essere due Comuni autonomi.
Il 24 aprile 1945 entrano in Rovellasca le pattuglie dei Partigiani "garibaldini".
Nel 1967 un'area disabitata del territorio rovellaschese passa al comune di Lomazzo, il quale a sua volta cede a Rovellasca una zona del proprio territorio. Nel 1981 il territorio comunale di Rovellasca si allargò a una porzione di quello di Rovello Porro.
Nella seconda metà degli anni '70 aveva sede, in vicolo Meucci 8, Titty Radio International (il logo della stazione era Titty, l'uccellino dei cartoni animati di Gatto Silvestro), una delle prime emittenti libere della provincia di Como. Trasmetteva in FM a 94 MHz, con un impianto sito in una cascina nell'immediata periferia. Per un certo periodo integrò la diffusione anche con la frequenza di 104 MHz. La stazione cessò i programmi all'inizio degli anni '80 del Novecento.

### Simboli
L'antico emblema della comunità di Rovellasca è documentato nello Stemmario di Marco Cremosano del XVII secolo. Lo stemma civico e il gonfalone sono stati approvati con delibera del consiglio comunale del 26 marzo 1985 e concessi con decreto del presidente della Repubblica del 19 marzo 1986.
Il gonfalone è un drappo partito di bianco e di verde.

## Monumenti e luoghi d'interesse

### Architetture religiose
- Chiesa dei Santi Pietro e Paolo (1571-1650),[11] sede dell'omonima parrocchia dal 1517[12]
- Chiesa dell'Immacolata (1927),[13] già attestata nel 1788[12]
- Chiesa dedicata a Santa Marta (1508-XVII secolo),[14] raffigurata da una statua di devozione popolare conservata all'interno della stessa chiesa.[5] Nel 1788, durante una pestilenza di febbre putrida, la chiesa venne utilizzata come lazzaretto[5].

### Architetture civili

#### Villa Crivelli
Dotata di giardino formale, Villa Crivelli (XVIII secolo) è introdotta da un viale prospettico terminante in un doppio portale in stile barocco. La villa è nota anche come Villa Arconati, dal nome della famiglia che, oltre alla dimora di Rovellasca, possedeva il Castellazzo di Bollate.
In facciata, la villa presenta un porticato a tre archi che introduce l'area della dimora originariamente pensata come zona di rappresentanza.

#### Altro
- Casa Grassi[18]
- Ex-casa del fascio (1943)[19]

## Società e tradizioni
Festa patronale

Si tramanda che nell'anno 1508 una terribile epidemia colpì la popolazione di Rovellasca, allora piccolo villaggio di poche centinaia di persone. La comunità in preghiera si mosse dietro la croce del grande altare maggiore, innalzata in processione per le vie del borgo. Il morbo allentò la sua morsa finché il contagio cessò. Nacque così la festa patronale del santo Crocifisso. Da allora, ogni martedì del carnevale romano, Rovellasca rinnova la memoria dell'antica processione. I fedeli festeggiano per tre giorni, portando infine il crocifisso tra le vie del paese.

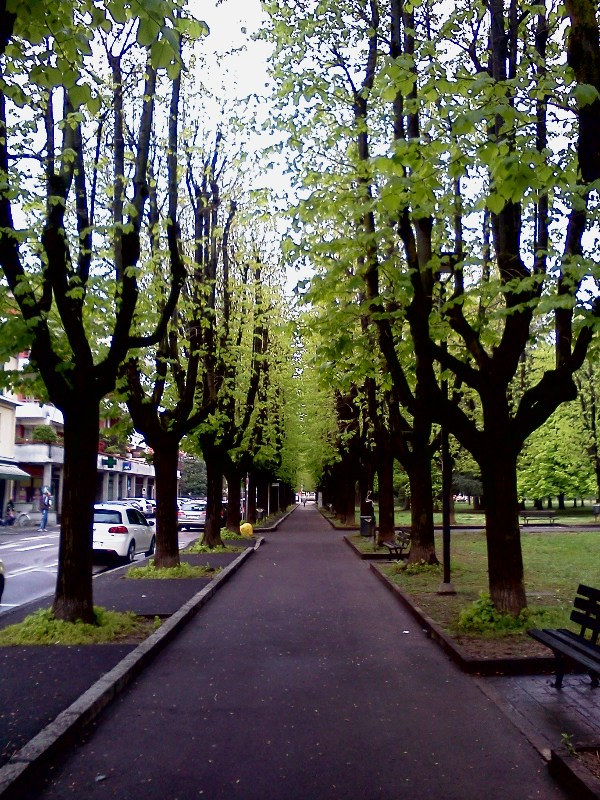
Parco di Rovellasca

### Evoluzione demografica

#### Demografia pre-unitaria
- 1751: 1 200 abitanti[6]
- 1771: 1 230 abitanti[20]
- 1799: 1 600 abitanti[7]
- 1805: 1 535 abitanti[7]
- 1809: 2 135 abitanti (dopo l'annessione di Rovello)[7]
- 1853: 1 792 abitanti[21]

#### Demografia post-unitaria
Abitanti censiti

## Cultura

### Giovanni Battista Grassi

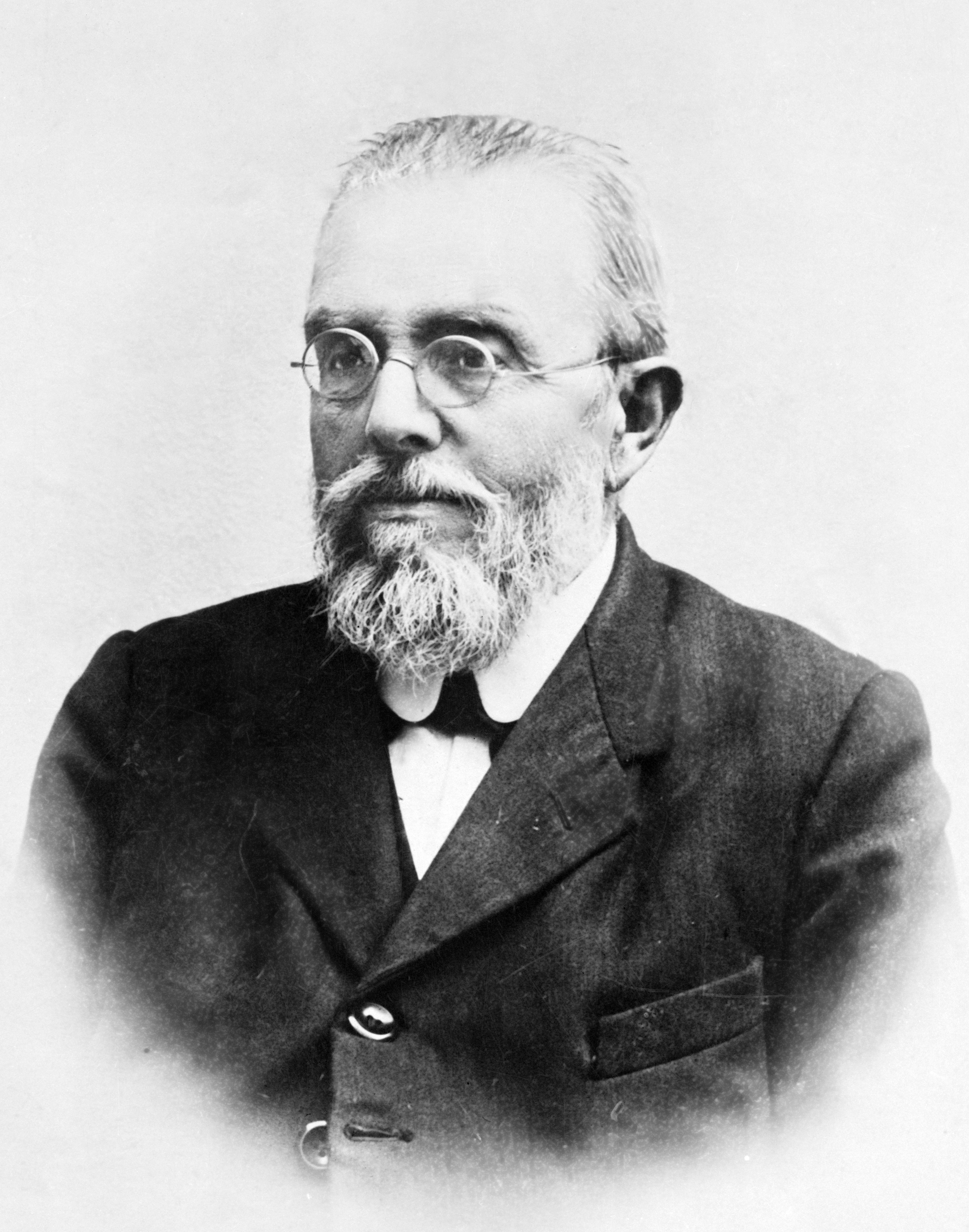
Giovanni Battista Grassi (1854 - 1925)

Giovanni Battista Grassi, nato a Rovellasca il 27 marzo 1854, è stato medico, zoologo, botanico ed entomologo. Ha identificato la zanzara anofele quale veicolo della malaria e ha contribuito alla bonifica di varie zone malariche in Italia. A Rovellasca gli è intitolata la via prospiciente alla casa di famiglia.

### Le Petit Chaperon Rouge
Nel Parco del Lura di Rovellasca è stato girato, nella Primavera 2018, il cortometraggio di Luciano Silighini Le Petit Chaperon Rouge, versione originale della fiaba Cappuccetto Rosso dei fratelli Grimm. Attrice protagonista Cristina Cabrini, modella e attrice pavese 
(Luciano Silighini Garagnani, 18 aprile 2018)

## Infrastrutture e trasporti
La fermata di Rovellasca-Manera è posta sulla ferrovia Saronno-Como, attivata nel 1878 come trasformazione della preesistente tranvia Como-Fino-Saronno; tale impianto è servito da treni regionali svolti da Trenord nell'ambito del contratto di servizio stipulato con la Regione Lombardia.

## Amministrazione
Alle ultime elezioni amministrative del 26 maggio 2019 è stato eletto sindaco, con una coalizione di centrodestra, Sergio Zauli.
Di seguito i sindaci che si sono succeduti a Rovellasca dal dopoguerra:
| Periodo | Periodo   | Primo cittadino    | Partito                        | Carica                  | Note   |
| ------- | --------- | ------------------ | ------------------------------ | ----------------------- | ------ |
| 1946    | 1950      | Carlo Volontè      |                                | Sindaco                 |        |
| 1950    | 1952      | Franco Introzzi    |                                | Sindaco                 |        |
| 1952    | 1972      | Umberto Crivelli   |                                | Sindaco                 |        |
| 1972    | 1975      | Natale Corti       |                                | Sindaco                 |        |
| 1975    | 1976      | Riccardo Colombo   | Democrazia Cristiana           | Sindaco                 |        |
| 1976    | 1985      | Luigi Carugati     | Democrazia Cristiana           | Sindaco                 | [ 25 ] |
| 1985    | 1987      | Gianluigi Campi    | Partito Repubblicano           | Sindaco                 | [ 25 ] |
| 1988    | 1999      | Luigi Carugati     | Democrazia Cristiana           | Sindaco                 | [ 25 ] |
| 1999    | 2008      | Francesco Cattaneo | Coalizione di centrodestra     | Sindaco                 | [ 25 ] |
| 2008    | 2009      | Michele Giacomino  |                                | Commissario prefettizio | [ 25 ] |
| 2009    | 2014      | Sergio Zauli       | PDL Coalizione di centrodestra | Sindaco                 | [ 25 ] |
| 2014    | 2019      | Renato Brenna      | Coalizione di centrosinistra   | Sindaco                 | [ 25 ] |
| 2019    | 2024      | Sergio Zauli       | FDI Coalizione di centrodestra | Sindaco                 | [ 25 ] |
| 2024    | in carica | Sergio Zauli       | FDI Coalizione di centrodestra | Sindaco                 | [ 25 ] |

### Esplicative
1. ↑  Ortografia milanese classica
2. ↑  Per il dialetto comasco, si utilizza l'ortografia ticinese, introdotta a partire dal 1969 dall'associazione culturale Famiglia Comasca nei vocabolari, nei documenti e nella produzione letteraria.

### Bibliografiche
1. 1 2   Bilancio demografico mensile anno 2024 (dati provvisori), su demo.istat.it, ISTAT.
2. ↑   Classificazione sismica (XLS), su rischi.protezionecivile.gov.it.
3. ↑   Tabella dei gradi/giorno dei Comuni italiani raggruppati per Regione e Provincia (PDF), in Legge 26 agosto 1993, n. 412, allegato A, Agenzia nazionale per le nuove tecnologie, l'energia e lo sviluppo economico sostenibile, 1º marzo 2011,  p. 151. URL consultato il 25 aprile 2012 (archiviato dall'url originale il 1º gennaio 2017).
4. ↑   Luciano Canepari, Rovellasca, in Il DiPI: dizionario di pronuncia italiana, Bologna, Zanichelli, 1999, ISBN 88-08-09344-1.
5. 1 2 3 4 5 6 7 8 9  Borghese, pp. 385-386.
6. 1 2 3   Comune di Rovellasca, sec. XIV - 1757 – Istituzioni storiche – Lombardia Beni Culturali, su lombardiabeniculturali.it. URL consultato l'11 maggio 2020.
7. 1 2 3 4   Comune di Rovellasca, 1798 - 1812 – Istituzioni storiche – Lombardia Beni Culturali, su lombardiabeniculturali.it. URL consultato l'11 maggio 2020.
8. ↑   comune di Rovello 1816-1859, su lombardiabeniculturali.it.
9. 1 2 3 4 5   Comune di Rovellasca, 1859 - [1971] – Istituzioni storiche – Lombardia Beni Culturali, su lombardiabeniculturali.it. URL consultato l'11 maggio 2020.
10. ↑   Rovellasca, su Stemmi dei Comuni della Provincia di Como. URL consultato il 4 novembre 2022.
11. ↑   Chiesa dei SS. Pietro e Paolo - complesso, Via G.B. Grassi, 3 - Rovellasca (CO) – Architetture – Lombardia Beni Culturali, su lombardiabeniculturali.it. URL consultato l'11 maggio 2020.
12. 1 2   Parrocchia dei Santi Pietro e Paolo, sec. XVI - [1989] – Istituzioni storiche – Lombardia Beni Culturali, su lombardiabeniculturali.it. URL consultato l'11 maggio 2020.
13. ↑   Chiesa dell'Immacolata - complesso, Via Carugo - Rovellasca (CO) – Architetture – Lombardia Beni Culturali, su lombardiabeniculturali.it. URL consultato l'11 maggio 2020.
14. ↑   Chiesa di S. Marta - complesso, Piazza Risorgimento - Rovellasca (CO) – Architetture – Lombardia Beni Culturali, su lombardiabeniculturali.it. URL consultato l'11 maggio 2020.
15. 1 2 3  Belloni et al., p. 249.
16. ↑   Villa Crivelli - complesso, Piazza Risorgimento, 6 - Rovellasca (CO) – Architetture – Lombardia Beni Culturali, su lombardiabeniculturali.it. URL consultato l'11 maggio 2020.
17. 1 2 3 4  Langè, p. 310.
18. ↑   Casa Grassi, Via G.B. Grassi, 25 - Rovellasca (CO) – Architetture – Lombardia Beni Culturali, su lombardiabeniculturali.it. URL consultato l'11 maggio 2020.
19. ↑   Rovellasca, il mirabile recupero dell'ex Casa del Fascio. Oggi l'inaugurazione, su ComoZero, 3 giugno 2023. URL consultato il 4 giugno 2023.
20. ↑   Comune di Rovellasca, 1757 - 1797 – Istituzioni storiche – Lombardia Beni Culturali, su lombardiabeniculturali.it. URL consultato l'11 maggio 2020.
21. ↑   Comune di Rovellasca, 1816 - 1859 – Istituzioni storiche – Lombardia Beni Culturali, su lombardiabeniculturali.it. URL consultato l'11 maggio 2020.
22. ↑  Statistiche I.Stat ISTAT  URL consultato in data 28-12-2012.
Nota bene: il dato del 2021 si riferisce al dato del censimento permanente al 31 dicembre di quell'anno. Fonte:  Popolazione residente per territorio - serie storica, su esploradati.censimentopopolazione.istat.it.
23. ↑  Cappuccetto Rosso, primo film per Cristina, articolo del quotidiano La Provincia Pavese del 18 aprile 2018, p.22.
24. ↑  Giovanni Cornolò, Cento anni di storia... delle Ferrovie Nord Milano, Globo edizioni, Trento, 1979.
25. 1 2 3 4 5 6 7 8 9   Anagrafe degli amministratori locali e regionali, su amministratori.interno.gov.it. URL consultato il 13 maggio 2023.